# Fornicia tergiversata
Fornicia tergiversata är en stekelart som beskrevs av Papp 1980. Fornicia tergiversata ingår i släktet Fornicia och familjen bracksteklar. Inga underarter finns listade i Catalogue of Life.